# 레이 찰스
레이 찰스 로빈슨(영어: Ray Charles Robinson, 1930년 9월 23일 ~ 2004년 6월 10일)은 미국의 가수, 작사가이자 피아니스트이다. 소울 음악의 대부로도 불린다.

## 생애
레이 찰스 로빈슨이란 본명으로 조지아주 올버니에서 태어났다. 7살 때 녹내장에 걸려 시각장애인이 되었다. 플로리다주 세인트오거스틴의 특수학교(Florida School for the Deaf and Blind)에서 음악, 피아노, 점자를 공부하였다. (그는 1950년대에 권투 선수 슈거 레이 로빈슨의 이름과 헷갈리지 않기위하여 "레이 찰스"로 이름을 바꾸었다고 한다)
그의 스타일은 찬송가, 재즈, 리듬 앤 블루스의 영향을 받았다. 1940년대 후반에 자신의 재즈 그룹들과 함께 순회공연을 하기 시작하면서 솔 가수로서의 개인의 목소리와 음악가로서 발달시켰다.
그의 명곡으로는 "Georgia on My Mind"(1960년)와 "I Can't Stop Loving You"(1962년에 녹음)이 있다. 그밖의 히트곡들로는 "I Got a Woman"(1955년), "What'd I Say"(1959년), "Hit the Road Jack"(1961년), "Busted" (1963년), "Crying Time"(1966년), "I'll Be Good to You"(1990년)과 "A Song For You"(1993년) 등을 포함한다.
레이 찰스는 1981년 할리우드 명예의 거리에 등록되었으며, 1986년 로큰롤 명예의 전당에 입성하고 미국 케네디센터 평생공로상(Kennedy Center Honors)을 받은 데 이어 1998년 폴라음악상을 수상하였다.
2004년 6월 10일 캘리포니아주 비벌리힐스에서 향년 73세의 나이에 간암으로 사망하였다.  2008년 미국의 잡지 롤링스톤이 발표한 '역사상 가장 위대한 가수 100명'(100Greatest Singers of All Time)에서 1위인 아레사 프랭클린 다음에 해당하는 2위를 차지하였다. 그의 전기를 다룬 영화로 《레이》가 있다.